# Colegio N.º 1 Bernardino Rivadavia (Argentina)

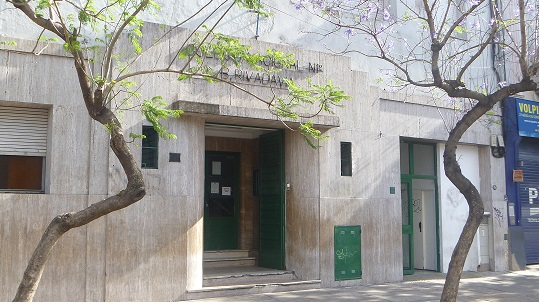
Frente del Colegio 1 DE 3° "Bernardino Rivadavia"

El Colegio N° 1 Bernardino Rivadavia es una institución educativa argentina de nivel medio que depende del Gobierno de la Ciudad de Buenos Aires. Está ubicada en la Av. San Juan 1545, en el Barrio de Constitución.
Este colegio fue creado como desprendimiento sur del Colegio Nacional Buenos Aires en el año 1891 bajo el nombre del Sección Sud del Colegio Nacional , su primer vicerrector fue el Profesor Nicolás de Vedia.

## Historia

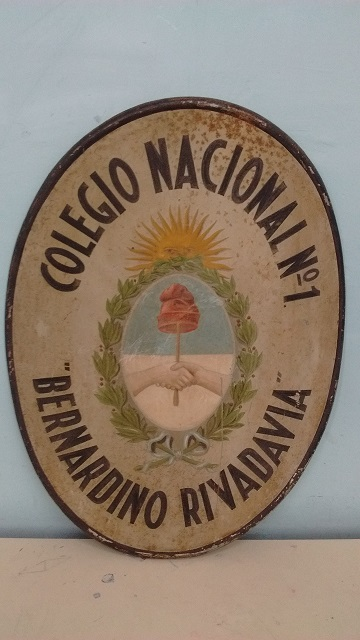
Primer escudo del Colegio Nacional Bernardino Rivadadvia

El 4 de mayo de 1891,por un decreto firmado por el presidente Carlos Pellegrini y bajo la gestión del Dr. Francisco Julián Beazley, comenzaron a dictarse clases en la Sección Sud del Colegio Nacional Buenos Aires, cuyo Vicerrector asignado fue el Dr. Nicolás de Vedia, hasta convertirse en el Colegio Nacional N°1 Bernardino Rivadavia, por decreto en 1909. En el año 1896 se nombran autoridades propias, el Profesor Arturo de Gainza fue el primer Rector designado. El colegio ocupó varios edificios, el primero en la calle San Juan 2261, luego en la calle Piedras 1094 en 1893. En 1913 la institución se muda a la calle Solís 727, hasta que finalmente, en el año 1940 se produce el traslado al edificio que ocupa en la actualidad.

## Graduados destacados
En 1941, al cumplirse los 50 años de creación del Colegio, se publicó un ejemplar de la Revista de la comisión de Homenaje Público de la Memoria del Cincuentenario. En el año 1965 comienza a editarse la revista "Siempre" cuya publicación estaba a cargo de los exalumnos del Colegio, después de siete números dejó de ser publicada en noviembre de 1967. Transitaron las aulas del colegio y se graduaron: Gregorio Araoz Alfaro, José María Cantilo, Enrique Pinti y Alberto Castillo entre otros. Era alumno de la escuela al momento de su asesinato en 1991, Walter Bulacio, quien es recordado por la comunidad educativa con dos murales en su memoria.

## Galería de imágenes

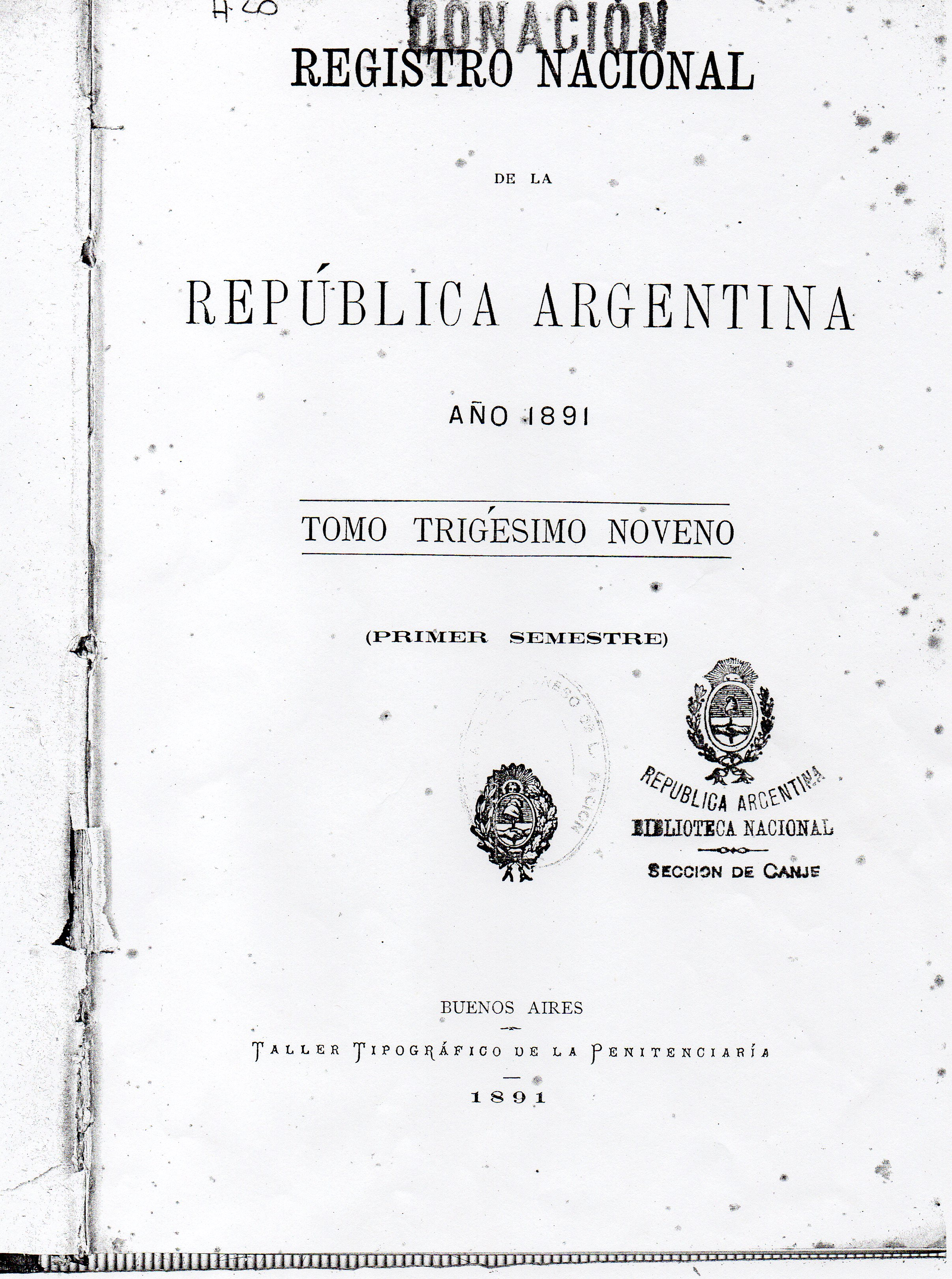
Dto. Colegio Bernardino Rivadavia San Juan y Pichincha Año 1891
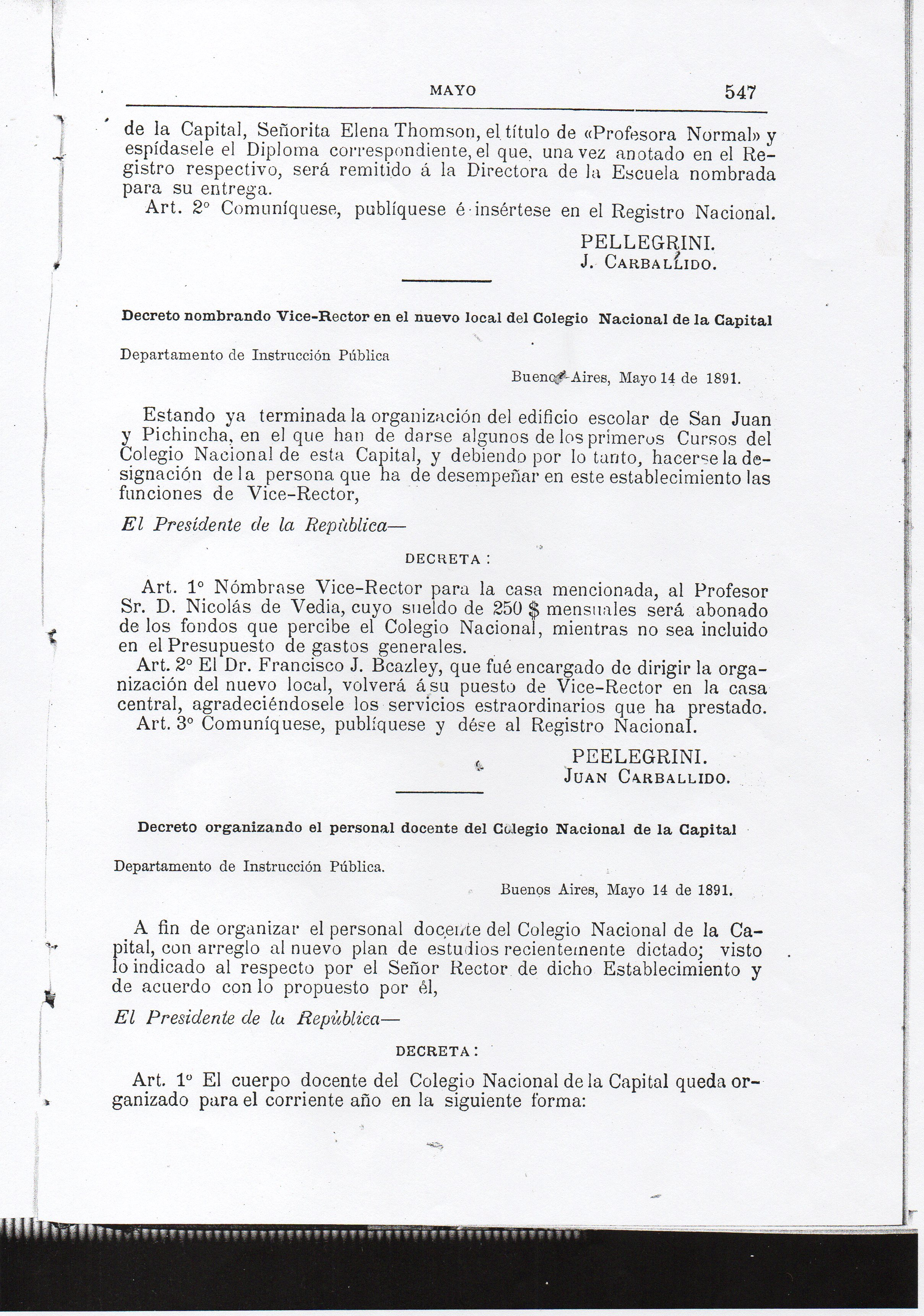
Dto. Colegio Bernardino Rivadavia San Juan y Pichincha Año 1891
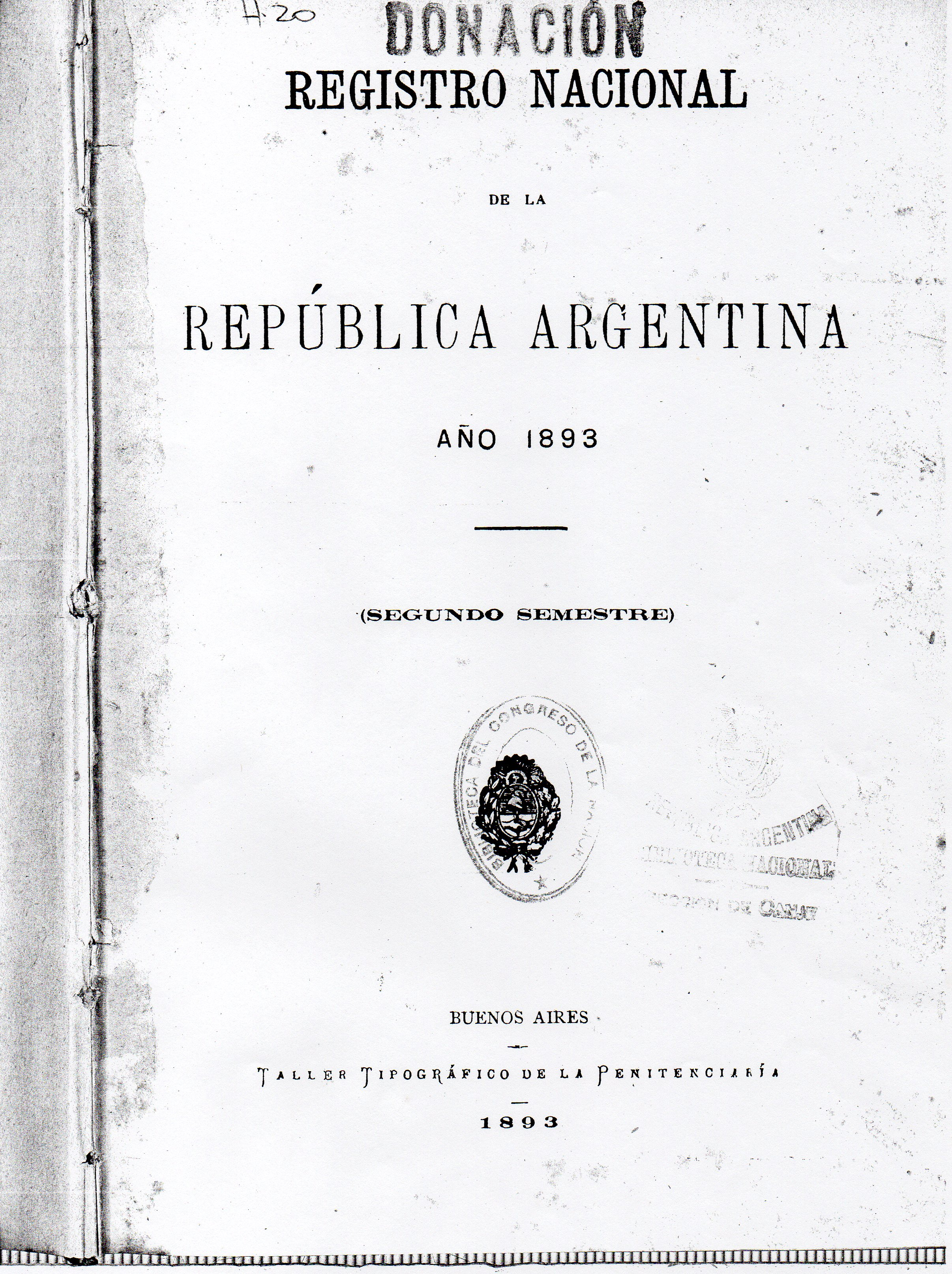
Resolución Colegio Bernardino Rivadavia Piedras 1094 Año 1893.
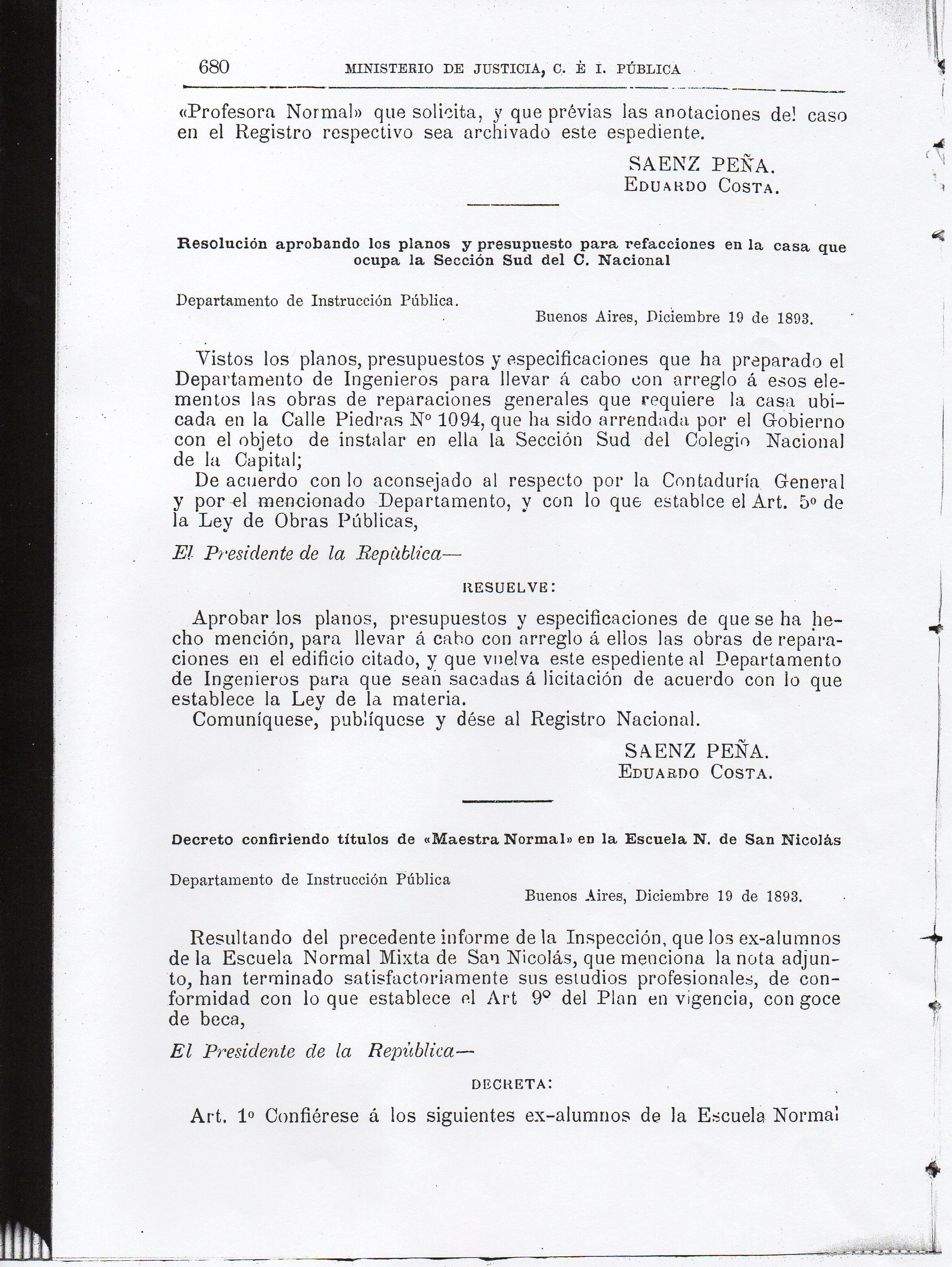
Resolución Colegio Bernardino Rivadavia Piedras 1094
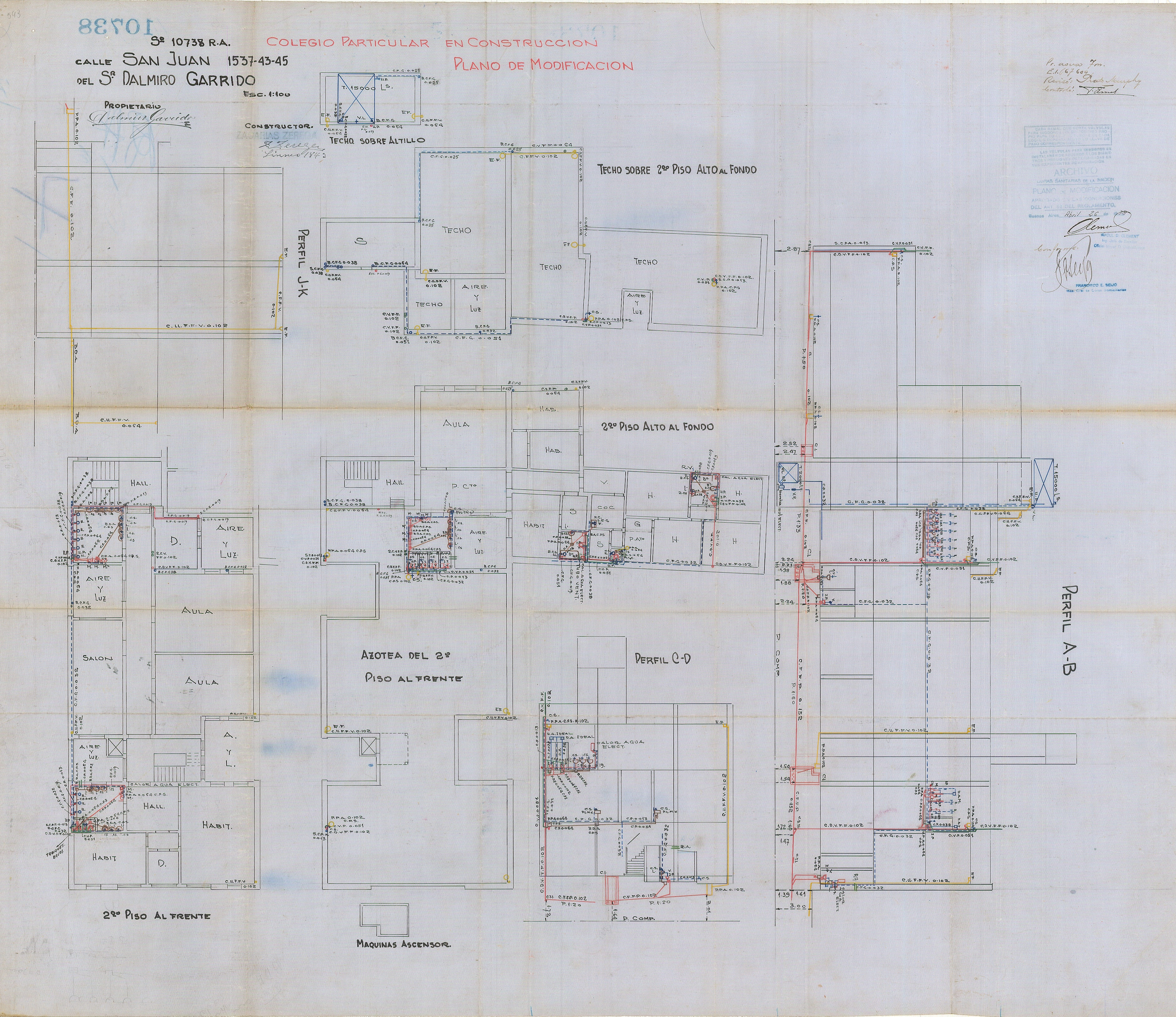
Planos Edificio Col. Bernardino Rivadavia Av San Juan 1545
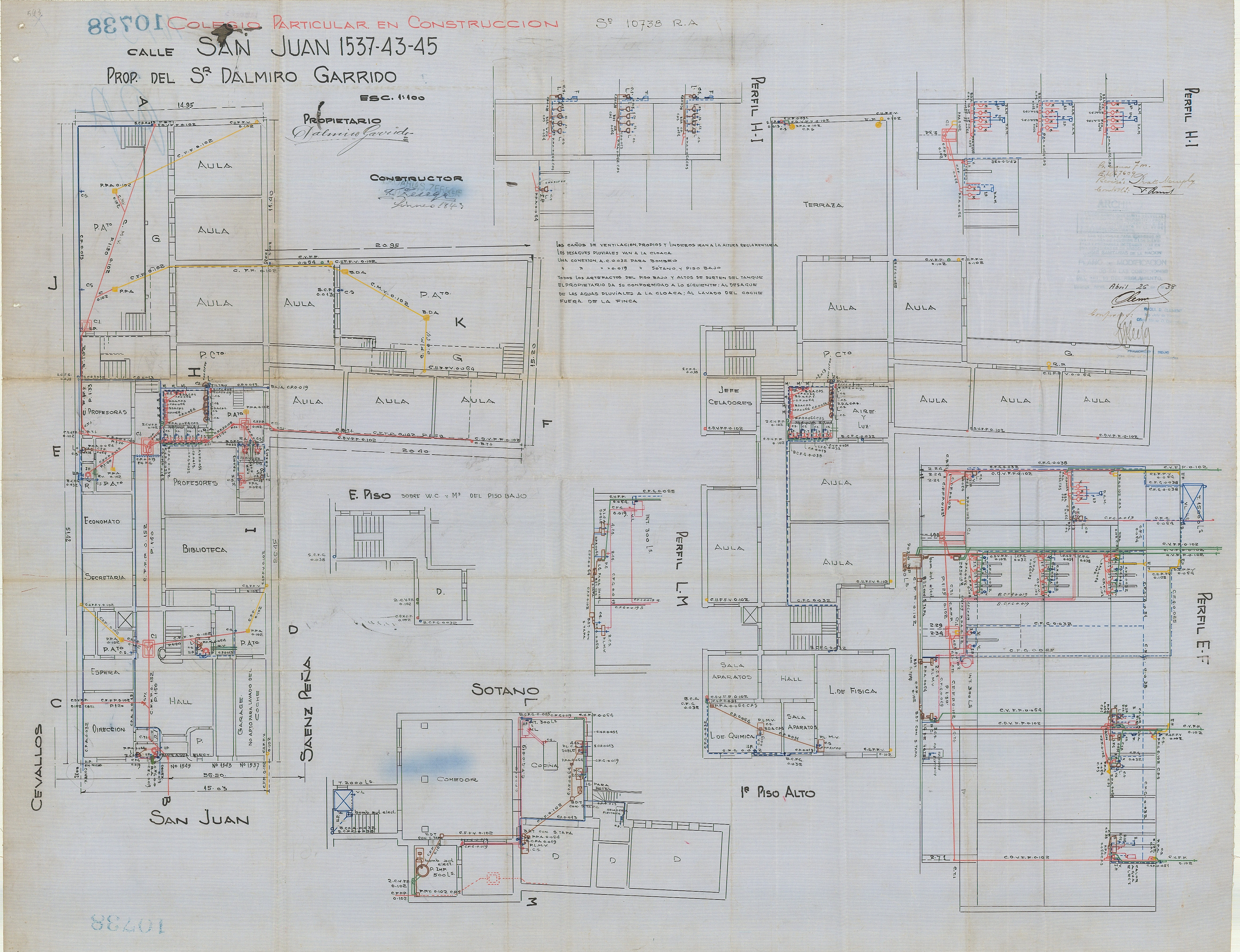
Planos II Edificio Col. Bernardino Rivadavia Av San Juan 1545
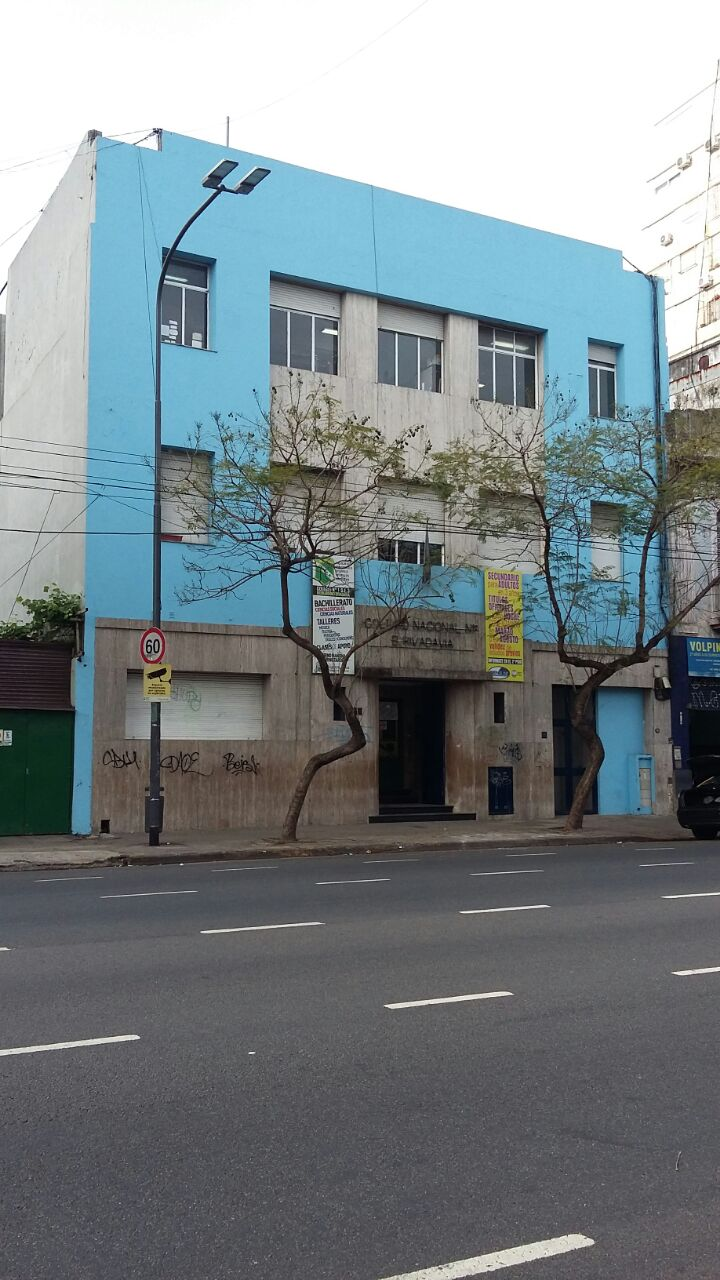
Frente actual del Edificio del Colegio Bernardino Rivadavia en Av. San Juan 1545